# Wolfram Burckhardt

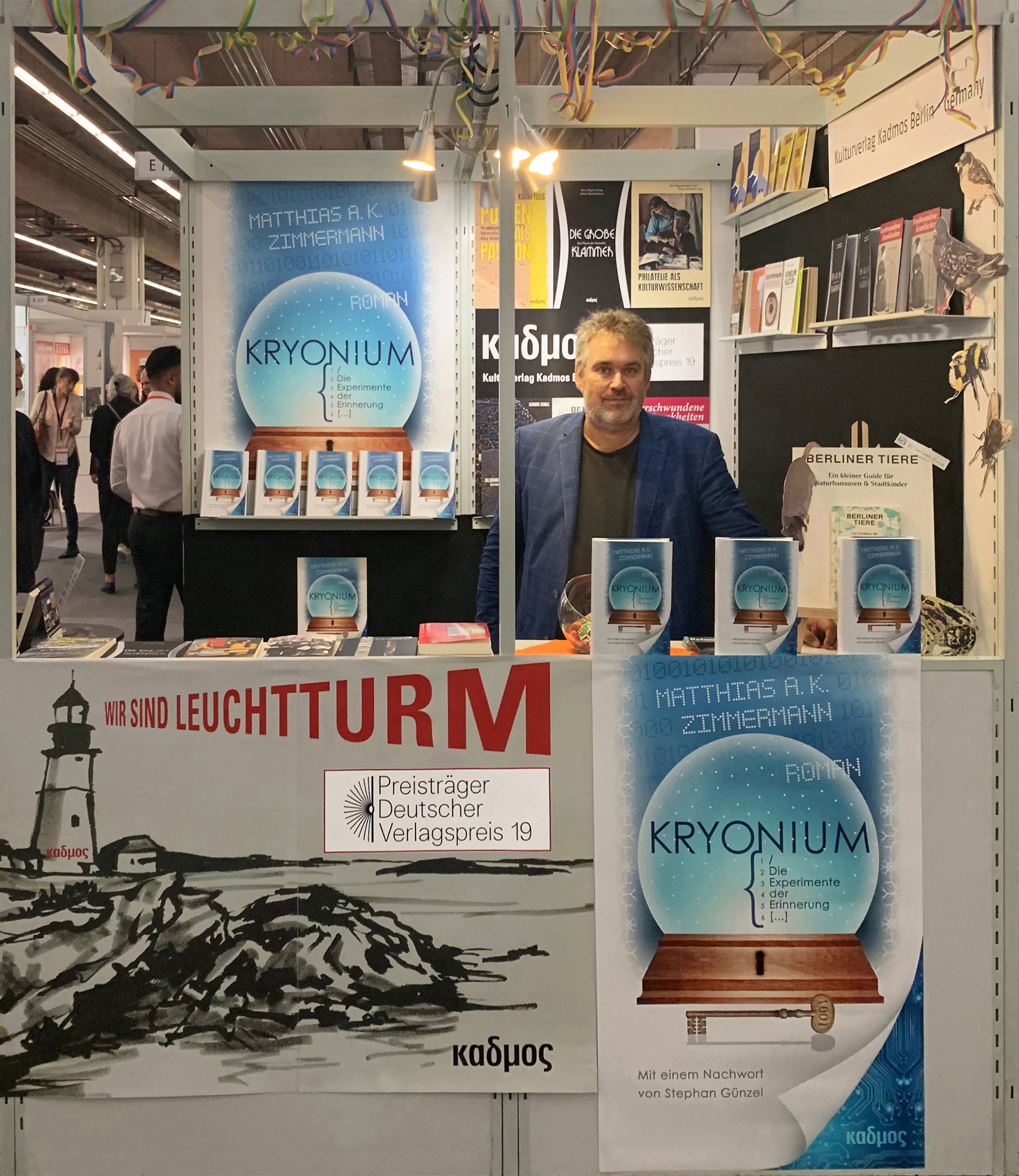
Wolfram Burckhardt auf der Frankfurter Buchmesse 2019 am Stand des Kulturverlags Kadmos.

Wolfram Burckhardt (* 4. April 1966) ist ein deutscher Verleger. 

## Leben
Nach seinem Abitur studierte Burckhardt zunächst Theologie an der Universität, um anschließend beim Verlag Walter de Gruyter als Graphiker und Lektor zu arbeiten. Durch diese Tätigkeit hatte er das Startkapital, um sich anschließend selbständig zu machen. 
Mit seinem Bruder Martin Burckhardt gründete er im November 1995 den Kulturverlag Kadmos. In dieser Funktion ediert, lektoriert und gestaltet er jährlich rund 40 Bücher, Ausstellungskataloge und Kalender.  
Ferner spielt er für die Schachfreunde Berlin mit einer Elo-Zahl von 2052. Burckhardt lebt in Berlin-Moabit, wo auch sein Verlag den Sitz hat.
Im Rahmen der Frankfurter Buchmesse 2019 erhielt Burckhardt mit seinem Verlag einen der erstmals vergebenen Deutschen Verlagspreise aus der Hand von Kulturstaatsministerin Monika Grütters unter dem Juryvorsitz von Denis Scheck.

## Veröffentlichungen
- Der (un)literarische Eselkalender
- Diverse Postkartenkalender